# Generatore di ultrasuoni
Il generatore è costituito da vari circuiti elettronici. In generale possiamo dire che il generatore trasforma l'energia di rete a bassa frequenza (50 Hz) elevandola a frequenza superiore (20 o più kHz) con una tensione ed una corrente proporzionale alla sua potenza. La gamma di frequenze disponibili variano da 20 kHz sino a 50 kHz. La più utilizzata è 20 kHz in quanto permette maggiori applicazioni. I moderni generatori possiedono controlli automatici che garantiscono un funzionamento assolutamente affidabile. 
In particolare, alcuni modelli possiedono stabilizzatori di ampiezza che garantiscono una resa costante anche con variazioni della tensione di alimentazione, circuiti di blocco che sospendono l'emissione di ultrasuoni in caso di guasti o anomalie nel sistema. Particolare attenzione è stata rivolta al circuito che accorda il generatore al gruppo vibrante. Il gruppo vibrante possiede una propria frequenza di risonanza che varia a seconda del sonotrodo che si utilizza ed alla temperatura che quest'ultimo acquisisce durante il lavoro. I generatori più sofisticati possiedono un particolare circuito che accorda automaticamente la frequenza.
La scelta del tipo di generatore, la frequenza di lavoro e la potenza che deve sviluppare sono fattori che dipendono dal tipo di applicazione e di norma vengono concordati con il costruttore.
È importante sottolineare che la potenza prodotta dal generatore a vuoto, cioè non durante una saldatura, deve essere più bassa possibile. Teoricamente, se le perdite del sistema fossero 0, la potenza prodotta sarebbe 0. In realtà le perdite proprie del sistema oltre alle perdite meccaniche del gruppo vibrante portano un minimo assorbimento che non deve superare il 15-20% della potenza massima disponibile.
La potenza sotto carico, cioè durante la fase di saldatura, normalmente impegna il generatore per il 60-70% della potenza massima. In alcuni casi o per brevi periodi, la potenza può raggiungere valori molto elevati o addirittura superare il massimo disponibile. In questi casi è preferibile sostituire il generatore con modello più potente.
Ogni generatore può essere collegato ad un singolo gruppo vibrante. Esistono applicazioni speciali che utilizzano circuiti di commutazione ai quali sono collegati più gruppi vibranti. Ciascun gruppo vibra secondo la posizione del commutatore. 
Le attuali tecnologie, permettono la realizzazione di generatori di ultrasuoni compatti e modulari, anche quando le potenze sviluppate sono elevate. L'utilizzo di sistemi con microprocessori offre la possibilità di impostare direttamente sul generatore, senza moduli aggiuntivi, il ciclo di funzionamento con i principali parametri di ciclo.
In alcuni generatori di ultima generazione, sono disponibili porte di collegamento verso computer per la gestione di tutti i parametri di funzionamento.